# Adlullia lunifera
Adlullia lunifera är en fjärilsart som beskrevs av Walker 1865. Adlullia lunifera ingår i släktet Adlullia och familjen tofsspinnare. Inga underarter finns listade i Catalogue of Life.